# Reprezentacja Jugosławii w piłce siatkowej mężczyzn
Reprezentacja Jugosławii w piłce siatkowej mężczyzn (mac. Репрезентација на Југославија во одбојка за мажи, serb.-chor. Reprezentacija Jugoslavije u odbojci za muškarce / Репрезентација Југославије у одбојци за мушкарце, słoweń. Reprezentanca Jugoslavije v odbojki za moške) – nieistniejący narodowy zespół siatkarzy, który reprezentował Socjalistyczną Federacyjną Republikę Jugosławii w meczach i turniejach międzynarodowych organizowanych przez FIVB i CEV. W języku macedońskim, serbsko-chorwackim i słoweńskim reprezentacja Jugosławii nosiła przydomek Plavi (Niebiescy).

## Udział w międzynarodowych turniejach

### Igrzyska olimpijskie
| Udział w Igrzyskach Olimpijskich | Udział w Igrzyskach Olimpijskich | Udział w Igrzyskach Olimpijskich | Udział w Igrzyskach Olimpijskich | Udział w Igrzyskach Olimpijskich | Udział w Igrzyskach Olimpijskich | Udział w Igrzyskach Olimpijskich | Udział w Igrzyskach Olimpijskich | . | Uwagi |
| Rok                              | Runda                            | Miejsce                          | M                                | W                                | P                                | SW                               | SP                               | . | Uwagi |
| -------------------------------- | -------------------------------- | -------------------------------- | -------------------------------- | -------------------------------- | -------------------------------- | -------------------------------- | -------------------------------- | - | ----- |
| 1964                             | Nie zakwalifikowała się          | Nie zakwalifikowała się          | Nie zakwalifikowała się          | Nie zakwalifikowała się          | Nie zakwalifikowała się          | Nie zakwalifikowała się          | Nie zakwalifikowała się          | . |       |
| 1968                             | Nie zakwalifikowała się          | Nie zakwalifikowała się          | Nie zakwalifikowała się          | Nie zakwalifikowała się          | Nie zakwalifikowała się          | Nie zakwalifikowała się          | Nie zakwalifikowała się          | . |       |
| 1972                             | Nie zakwalifikowała się          | Nie zakwalifikowała się          | Nie zakwalifikowała się          | Nie zakwalifikowała się          | Nie zakwalifikowała się          | Nie zakwalifikowała się          | Nie zakwalifikowała się          | . |       |
| 1976                             | Nie zakwalifikowała się          | Nie zakwalifikowała się          | Nie zakwalifikowała się          | Nie zakwalifikowała się          | Nie zakwalifikowała się          | Nie zakwalifikowała się          | Nie zakwalifikowała się          | . |       |
| 1980                             | Faza grupowa                     | 6/10                             | 6                                | 3                                | 3                                | 13                               | 13                               | . |       |
| 1984                             | Nie zakwalifikowała się          | Nie zakwalifikowała się          | Nie zakwalifikowała się          | Nie zakwalifikowała się          | Nie zakwalifikowała się          | Nie zakwalifikowała się          | Nie zakwalifikowała się          | . |       |
| 1988                             | Nie zakwalifikowała się          | Nie zakwalifikowała się          | Nie zakwalifikowała się          | Nie zakwalifikowała się          | Nie zakwalifikowała się          | Nie zakwalifikowała się          | Nie zakwalifikowała się          | . |       |
| 1992                             | Nie zakwalifikowała się          | Nie zakwalifikowała się          | Nie zakwalifikowała się          | Nie zakwalifikowała się          | Nie zakwalifikowała się          | Nie zakwalifikowała się          | Nie zakwalifikowała się          | . |       |

### Mistrzostwa świata
- 10 miejsce - 1956
- 8 miejsce - 1962
- 8 miejsce - 1966
- 10 miejsce - 1970

### Mistrzostwa Europy
III miejsce - 1975, 1979